# توماس جورج
توماس جورج (بالإنجليزية: Thomas George)‏ هو سياسي أسترالي، ولد في 1949 في أستراليا. حزبياً، نشط في New South Wales National Party ‏. في 1999 New South Wales state election ‏، انتخب عضو الجمعية التشريعية نيو ساوث ويلز عن دائرة Electoral district of Lismore ‏ (29 مارس 1999 – ).

## وصلات خارجية
- الموقع الرسمي